# 39429 Annebrontë
39429 Annebrontë è un asteroide della fascia principale. Scoperto nel 1973, presenta un'orbita caratterizzata da un semiasse maggiore pari a 2,4290897 UA e da un'eccentricità di 0,1244213, inclinata di 11,30996° rispetto all'eclittica.
Il nome è un omaggio alla scrittrice inglese Anne Brontë, vissuta nel XIX secolo.